# 2018-as Formula–1 brazil nagydíj
A brazil nagydíj volt a 2018-as Formula–1 világbajnokság huszadik futama, amelyet 2018. november 9. és november 11. között rendeztek meg az Autódromo José Carlos Pace versenypályán, São Paulóban.

## Választható keverékek
| Abroncs            | Friss | Használt |
| ------------------ | ----- | -------- |
| Közepes keverék    |       |          |
| Lágy keverék       |       |          |
| Szuperlágy keverék |       |          |
| Átmeneti esőgumi   |       |          |
| Teljes esőgumi     |       |          |

## Szabadedzések

### Első szabadedzés
A brazil nagydíj első szabadedzését november 9-én, pénteken délelőtt tartották.
| helyezés | versenyző          | csapat/motor         | elért idő | különbség | futott kör |
| -------- | ------------------ | -------------------- | --------- | --------- | ---------- |
| 1        | Max Verstappen     | Red Bull-TAG Heuer   | 1:09,011  | −         | 16         |
| 2        | Sebastian Vettel   | Ferrari              | 1:09,060  | +0,049    | 20         |
| 3        | Lewis Hamilton     | Mercedes             | 1:09,107  | +0,096    | 28         |
| 4        | Daniel Ricciardo   | Red Bull-TAG Heuer   | 1:09,395  | +0,384    | 23         |
| 5        | Kimi Räikkönen     | Ferrari              | 1:09,573  | +0,562    | 28         |
| 6        | Valtteri Bottas    | Mercedes             | 1:09,679  | +0,668    | 23         |
| 7        | Romain Grosjean    | Haas-Ferrari         | 1:09,922  | +0,911    | 28         |
| 8        | Kevin Magnussen    | Haas-Ferrari         | 1:10,236  | +1,225    | 15         |
| 9        | Charles Leclerc    | Sauber-Ferrari       | 1:10,346  | +1,335    | 28         |
| 10       | Esteban Ocon       | Force India-Mercedes | 1:10,361  | +1,350    | 34         |
| 11       | Carlos Sainz Jr.   | Renault              | 1:10,662  | +1,651    | 34         |
| 12       | Nico Hülkenberg    | Renault              | 1:10,679  | +1,668    | 34         |
| 13       | Antonio Giovinazzi | Sauber-Ferrari       | 1:10,685  | +1,674    | 29         |
| 14       | Lance Stroll       | Williams-Mercedes    | 1:10,799  | +1,788    | 30         |
| 15       | Pierre Gasly       | Toro Rosso-Honda     | 1:10,934  | +1,923    | 30         |
| 16       | Lando Norris       | McLaren-Renault      | 1:11,013  | +2,002    | 28         |
| 17       | Szergej Szirotkin  | Williams-Mercedes    | 1:11,037  | +2,026    | 30         |
| 18       | Brendon Hartley    | Toro Rosso-Honda     | 1:11,176  | +2,165    | 32         |
| 19       | Stoffel Vandoorne  | McLaren-Renault      | 1:11,452  | +2,441    | 23         |
| 20       | Nicholas Latifi    | Force India-Mercedes | 1:11,493  | +2,482    | 34         |

### Második szabadedzés
A brazil nagydíj második szabadedzését november 9-én, pénteken délután tartották.
| helyezés | versenyző         | csapat/motor         | elért idő | különbség | futott kör |
| -------- | ----------------- | -------------------- | --------- | --------- | ---------- |
| 1        | Valtteri Bottas   | Mercedes             | 1:08,846  | −         | 48         |
| 2        | Lewis Hamilton    | Mercedes             | 1:08,849  | +0,003    | 43         |
| 3        | Sebastian Vettel  | Ferrari              | 1:08,919  | +0,073    | 42         |
| 4        | Daniel Ricciardo  | Red Bull-TAG Heuer   | 1:09,164  | +0,318    | 44         |
| 5        | Max Verstappen    | Red Bull-TAG Heuer   | 1:09,339  | +0,493    | 28         |
| 6        | Kimi Räikkönen    | Ferrari              | 1:09,412  | +0,566    | 42         |
| 7        | Romain Grosjean   | Haas-Ferrari         | 1:09,769  | +0,923    | 44         |
| 8        | Charles Leclerc   | Sauber-Ferrari       | 1:09,943  | +1,097    | 44         |
| 9        | Kevin Magnussen   | Haas-Ferrari         | 1:10,007  | +1,161    | 39         |
| 10       | Esteban Ocon      | Force India-Mercedes | 1:10,159  | +1,313    | 45         |
| 11       | Sergio Pérez      | Force India-Mercedes | 1:10,320  | +1,474    | 23         |
| 12       | Pierre Gasly      | Toro Rosso-Honda     | 1:10,330  | +1,484    | 44         |
| 13       | Fernando Alonso   | McLaren-Renault      | 1:10,332  | +1,486    | 36         |
| 14       | Carlos Sainz Jr.  | Renault              | 1:10,458  | +1,612    | 48         |
| 15       | Marcus Ericsson   | Sauber-Ferrari       | 1:10,532  | +1,686    | 44         |
| 16       | Szergej Szirotkin | Williams-Mercedes    | 1:10,569  | +1,723    | 46         |
| 17       | Stoffel Vandoorne | McLaren-Renault      | 1:10,596  | +1,750    | 26         |
| 18       | Lance Stroll      | Williams-Mercedes    | 1:10,662  | +1,816    | 44         |
| 19       | Brendon Hartley   | Toro Rosso-Honda     | 1:10,734  | +1,888    | 46         |
| 20       | Nico Hülkenberg   | Renault              | 1:11,674  | +2,828    | 6          |

### Harmadik szabadedzés
A brazil nagydíj harmadik szabadedzését november 10-én, szombaton délelőtt tartották.
| helyezés | versenyző         | csapat/motor         | elért idő | különbség | futott kör |
| -------- | ----------------- | -------------------- | --------- | --------- | ---------- |
| 1        | Sebastian Vettel  | Ferrari              | 1:07,948  | −         | 17         |
| 2        | Lewis Hamilton    | Mercedes             | 1:08,165  | +0,217    | 15         |
| 3        | Valtteri Bottas   | Mercedes             | 1:08,465  | +0,517    | 23         |
| 4        | Kimi Räikkönen    | Ferrari              | 1:08,490  | +0,542    | 17         |
| 5        | Max Verstappen    | Red Bull-TAG Heuer   | 1:08,733  | +0,785    | 12         |
| 6        | Daniel Ricciardo  | Red Bull-TAG Heuer   | 1:08,788  | +0,840    | 12         |
| 7        | Kevin Magnussen   | Haas-Ferrari         | 1:09,146  | +1,198    | 14         |
| 8        | Romain Grosjean   | Haas-Ferrari         | 1:09,257  | +1,309    | 16         |
| 9        | Pierre Gasly      | Toro Rosso-Honda     | 1:09,402  | +1,454    | 22         |
| 10       | Charles Leclerc   | Sauber-Ferrari       | 1:09,448  | +1,500    | 21         |
| 11       | Nico Hülkenberg   | Renault              | 1:09,461  | +1,513    | 19         |
| 12       | Esteban Ocon      | Force India-Mercedes | 1:09,588  | +1,640    | 18         |
| 13       | Marcus Ericsson   | Sauber-Ferrari       | 1:09,808  | +1,860    | 23         |
| 14       | Carlos Sainz Jr.  | Renault              | 1:09,864  | +1,916    | 17         |
| 15       | Szergej Szirotkin | Williams-Mercedes    | 1:09,885  | +1,937    | 14         |
| 16       | Brendon Hartley   | Toro Rosso-Honda     | 1:09,985  | +2,037    | 18         |
| 17       | Lance Stroll      | Williams-Mercedes    | 1:10,001  | +2,053    | 17         |
| 18       | Fernando Alonso   | McLaren-Renault      | 1:10,020  | +2,072    | 15         |
| 19       | Sergio Pérez      | Force India-Mercedes | 1:10,116  | +2,168    | 18         |
| 20       | Stoffel Vandoorne | McLaren-Renault      | 1:10,289  | +2,341    | 16         |

## Időmérő edzés
A brazil nagydíj időmérő edzését november 10-én, szombaton futották.
| helyezés              | rajtszám | versenyző         | csapat/motor         | 1. rész  | 2. rész  | 3. rész  | rajthely | futott kör |
| --------------------- | -------- | ----------------- | -------------------- | -------- | -------- | -------- | -------- | ---------- |
| 1                     | 44       | Lewis Hamilton    | Mercedes             | 1:08,464 | 1:07,795 | 1:07,281 | 1        | 17         |
| 2                     | 5        | Sebastian Vettel  | Ferrari              | 1:08,452 | 1:07,776 | 1:07,374 | 2        | 17         |
| 3                     | 77       | Valtteri Bottas   | Mercedes             | 1:08,492 | 1:07,727 | 1:07,441 | 3        | 17         |
| 4                     | 7        | Kimi Räikkönen    | Ferrari              | 1:08,452 | 1:08,028 | 1:07,456 | 4        | 17         |
| 5                     | 33       | Max Verstappen    | Red Bull-TAG Heuer   | 1:08,205 | 1:08,017 | 1:07,778 | 5        | 16         |
| 6                     | 3        | Daniel Ricciardo  | Red Bull-TAG Heuer   | 1:08,544 | 1:08,055 | 1:07,780 | 11[1]    | 16         |
| 7                     | 9        | Marcus Ericsson   | Sauber-Ferrari       | 1:08,754 | 1:08,579 | 1:08,296 | 6        | 19         |
| 8                     | 16       | Charles Leclerc   | Sauber-Ferrari       | 1:08,667 | 1:08,335 | 1:08,492 | 7        | 23         |
| 9                     | 8        | Romain Grosjean   | Haas-Ferrari         | 1:08,735 | 1:08,239 | 1:08,517 | 8        | 17         |
| 10                    | 10       | Pierre Gasly      | Toro Rosso-Honda     | 1:09,046 | 1:08,616 | 1:09,029 | 9        | 24         |
| 11                    | 20       | Kevin Magnussen   | Haas-Ferrari         | 1:08,474 | 1:08,659 |          | 10       | 12         |
| 12                    | 11       | Sergio Pérez      | Force India-Mercedes | 1:09,217 | 1:08,741 |          | 12       | 15         |
| 13                    | 31       | Esteban Ocon      | Force India-Mercedes | 1:09,264 | 1:08,770 |          | 18[2]    | 18         |
| 14                    | 27       | Nico Hülkenberg   | Renault              | 1:09,009 | 1:08,834 |          | 13       | 15         |
| 15                    | 35       | Szergej Szirotkin | Williams-Mercedes    | 1:09,259 | 1:10,381 |          | 14       | 11         |
| 16                    | 55       | Carlos Sainz Jr.  | Renault              | 1:09,269 |          |          | 15       | 9          |
| 17                    | 28       | Brendon Hartley   | Toro Rosso-Honda     | 1:09,280 |          |          | 16       | 10         |
| 18                    | 14       | Fernando Alonso   | McLaren-Renault      | 1:09,402 |          |          | 17       | 9          |
| 19                    | 18       | Lance Stroll      | Williams-Mercedes    | 1:09,441 |          |          | 19       | 9          |
| 20                    | 2        | Stoffel Vandoorne | McLaren-Renault      | 1:09,601 |          |          | 20       | 9          |
| 107%-os idő: 1:12,979 |          |                   |                      |          |          |          |          |            |

Megjegyzés:
- ↑ 1:  — Daniel Ricciardo autójában turbófeltöltőt cseréltek, ezért 5 rajthelyes büntetést kapott a futamra.[3]
- ↑ 2:  — Esteban Ocon autójában sebességváltót cseréltek, ezért 5 rajthelyes büntetést kapott a futamra.[4]

## Futam
A brazil nagydíj futama november 11-én, vasárnap rajtolt.
| helyezés | rajtszám | versenyző         | csapat/motor         | futott kör | idő/kiesés oka   | rajthely | abroncs | pont |
| -------- | -------- | ----------------- | -------------------- | ---------- | ---------------- | -------- | ------- | ---- |
| 1        | 44       | Lewis Hamilton    | Mercedes             | 71         | 1:27:09,066      | 1        |         | 25   |
| 2        | 33       | Max Verstappen    | Red Bull-TAG Heuer   | 71         | +1,469           | 5        |         | 18   |
| 3        | 7        | Kimi Räikkönen    | Ferrari              | 71         | +4,764           | 4        |         | 15   |
| 4        | 3        | Daniel Ricciardo  | Red Bull-TAG Heuer   | 71         | +5,193           | 11       |         | 12   |
| 5        | 77       | Valtteri Bottas   | Mercedes             | 71         | +22,943          | 3        |         | 10   |
| 6        | 5        | Sebastian Vettel  | Ferrari              | 71         | +26,997          | 2        |         | 8    |
| 7        | 16       | Charles Leclerc   | Sauber-Ferrari       | 71         | +44,199          | 7        |         | 6    |
| 8        | 8        | Romain Grosjean   | Haas-Ferrari         | 71         | +51,230          | 8        |         | 4    |
| 9        | 20       | Kevin Magnussen   | Haas-Ferrari         | 71         | +52,857          | 10       |         | 2    |
| 10       | 11       | Sergio Pérez      | Force India-Mercedes | 70         | +1 kör           | 12       |         | 1    |
| 11       | 28       | Brendon Hartley   | Toro Rosso-Honda     | 70         | +1 kör           | 16       |         |      |
| 12       | 55       | Carlos Sainz Jr.  | Renault              | 70         | +1 kör           | 15       |         |      |
| 13       | 10       | Pierre Gasly      | Toro Rosso-Honda     | 70         | +1 kör           | 9        |         |      |
| 14       | 2        | Stoffel Vandoorne | McLaren-Renault      | 70         | +1 kör           | 20       |         |      |
| 15       | 31       | Esteban Ocon      | Force India-Mercedes | 70         | +1 kör           | 18       |         |      |
| 16       | 35       | Szergej Szirotkin | Williams-Mercedes    | 69         | +2 kör           | 14       |         |      |
| 17       | 14       | Fernando Alonso   | McLaren-Renault      | 69         | +2 kör           | 17       |         |      |
| 18       | 18       | Lance Stroll      | Williams-Mercedes    | 69         | +2 kör           | 19       |         |      |
| ki       | 27       | Nico Hülkenberg   | Renault              | 32         | baleseti sérülés | 13       |         |      |
| ki       | 9        | Marcus Ericsson   | Sauber-Ferrari       | 20         | baleseti sérülés | 6        |         |      |

## A világbajnokság állása a verseny után
| H   | Versenyzők       | Pont | H   | Konstruktőrök        | Pont |
| --- | ---------------- | ---- | --- | -------------------- | ---- |
| 1.  | Lewis Hamilton   | 383  | 1.  | Mercedes             | 620  |
| 2.  | Sebastian Vettel | 302  | 2.  | Ferrari              | 553  |
| 3.  | Kimi Räikkönen   | 251  | 3.  | Red Bull-TAG Heuer   | 392  |
| 4.  | Valtteri Bottas  | 237  | 4.  | Renault              | 114  |
| 5.  | Max Verstappen   | 234  | 5.  | Haas-Ferrari         | 90   |
| 6.  | Daniel Ricciardo | 158  | 6.  | McLaren-Renault      | 62   |
| 7.  | Nico Hülkenberg  | 69   | 7.  | Force India-Mercedes | 48   |
| 8.  | Sergio Pérez     | 58   | 8.  | Sauber-Ferrari       | 42   |
| 9.  | Kevin Magnussen  | 55   | 9.  | Toro Rosso-Honda     | 33   |
| 10. | Fernando Alonso  | 50   | 10. | Williams-Mercedes    | 7    |

(A teljes táblázat)

## Statisztikák
- Vezető helyen:
  - Lewis Hamilton: 46 kör (1-18 és 44-71)
  - Max Verstappen: 22 kör (18-35 és 40-43)
  - Daniel Ricciardo: 4 kör (36-39)
- Lewis Hamilton 82. pole-pozíciója és 72. futamgyőzelme.
- Valtteri Bottas 10. versenyben futott leggyorsabb köre.
- A Mercedes 100. pole-pozíciója[6] és 86. futamgyőzelme.
- Lewis Hamilton 133., Max Verstappen 21., Kimi Räikkönen 103. dobogós helyezése.
- Kimi Räikkönen 150. nagydíja a Ferrari színeiben.[7]
- A Mercedes ezen a futamon megszerezte a 2018-as konstruktőri világbajnoki címet. Ezzel sorozatban 5. konstruktőri címüket nyerték meg.[8]